# Felicia Day
Kathryn Felicia Day (Huntsville, 28 giugno 1979) è un'attrice statunitense.
È conosciuta per il ruolo di Vi nella serie TV Buffy l'ammazzavampiri, Charlie Bradbury della serie Supernatural e come sceneggiatrice, produttrice e protagonista della webserie The Guild. È stata un membro del consiglio di amministrazione della International Academy of Web Television (IAWTV) da dicembre 2009 alla fine di luglio 2012. È nota essere un'accanita giocatrice di vari videogiochi e molto del suo contributo a The Guild si basa sulla sua esperienza personale nel gioco online.

## Biografia

### Formazione
Felicia Day ha iniziato la sua carriera all'età di 8 anni in un adattamento teatrale di Il buio oltre la siepe. Ha studiato canto lirico e balletto, partecipando a concerti e competizioni nazionali. Ha studiato a casa per buona parte della sua infanzia, iniziando il college all'età di 16 anni. Abile violinista, ha ottenuto l'ammissione alla Juilliard School, ma ha preferito frequentare l'Università del Texas a Austin per studiare matematica e proseguire i suoi studi di musica. Ha vinto il National Merit Scholarship Program (1995) e si è diplomata come valedictorian della sua classe. Dopo la laurea, Felicia Day si è trasferita a Los Angeles per fare l'attrice. Ha coperto diversi ruoli in vari film indipendenti, spot pubblicitari e serie televisive, come Undeclared e Maybe It's Me. Successivamente ha ottenuto ruoli più importanti, come una parte nel film Bring It On Again e nelle serie Buffy l'ammazzavampiri e Supernatural.

### The Guild

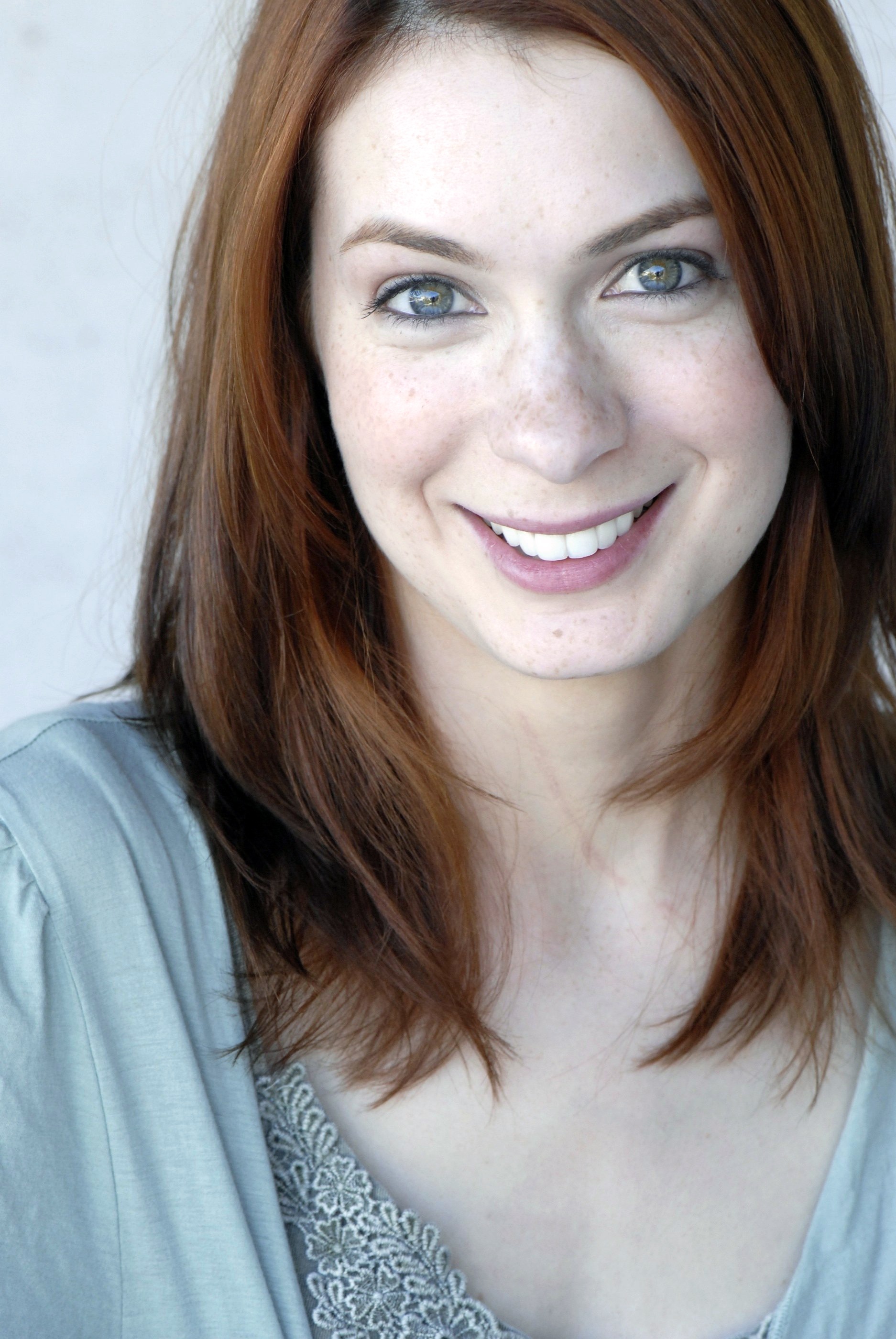
Felicia Day nel 2007

Felicia Day è stata autrice, sceneggiatrice e protagonista di The Guild, una webserie ispirata al mondo dei videogiochi di ruolo online di massa (MMORPG). La prima stagione venne pubblicata indipendentemente su YouTube, ricevendo milioni di visualizzazioni. Per la seconda stagione Microsoft stipulò un contratto con il cast della serie, che venne trasmessa sui principali canali video Microsoft (Xbox Live, MSN Video e Zune Marketplace). Felicia Day ha anche prodotto un video musicale intitolato (Do You Wanna Date My) Avatar, nel quale i membri del cast impersonano i propri avatar nel gioco. Nello stesso video venne annunciata la terza serie, la cui messa in rete era prevista per il 25 agosto 2009. Un secondo video musicale venne pubblicato prima del debutto della quarta stagione. Felicia Day è apparsa anche nella web serie The Legend of Neil di Sandeep Parikh (attore anche in The Guild), dove riveste il ruolo di una fata dell'universo di The Legend of Zelda.
Le varie stagioni di The Guild hanno ricevuto numerosi premi, tra i quali il YouTube Video Award per la miglior serie (2007), il South by Southwest Greenlight Award per la miglior produzione originale (2008), lo Yahoo! Video Award per la miglior serie (2008) e gli Streamy Awards per la miglior webserie di genere commedia (2009), per il miglior cast (2009), per la miglior regia (2010) e per la miglior attrice (Felicia Day, 2009 e 2010).

### Geek & Sundry
Nel marzo 2012 Day annunciò l'apertura del canale YouTube Geek & Sundry, avvenuta il 2 aprile seguente. Geek and Sundry produsse la sesta stagione di The Guild. Il canale contiene inoltre diversi programmi presentati da Day, tra cui The Flog, Vaginal Fantasy, Felicia's Ark e Co-Optitude (che presenta insieme al fratello Ryon Day). Il canale comprende anche la serie TableTop in cui Wil Wheaton presenta a ogni puntata un nuovo gioco da tavolo insieme a diversi ospiti.
Nell'agosto 2014 venne annunciata l'acquisizione di Geek and Sundry da parte della divisione digitale della Legendary Entertainment, per diventare parte della rete Nerdist Industries di Chris Hardwick; Felicia Day ha mantenuto comunque la direzione della serie.

### Altre produzioni
Felicia Day ha recitato come Penny nel web musical in tre puntate Dr. Horrible's Sing-Along Blog di Joss Whedon, autore anche di Buffy l'ammazzavampiri. È apparsa come paziente nell'episodio Non è cancro di Dr. House - Medical Division e come guest star nella serie fantascientifica Dollhouse nell'episodio Epitaph One (non trasmesso in televisione negli USA, ma in DVD) e nel finale della serie, Epitaph Two. Felicia Day ha partecipato ad una serie di spot commerciali per Sears e per Cheetos. Ha recitato anche nella serie Lie to Me e nell'adattamento cinematografico della serie Red Riding Hood (della rete televisiva Syfy). Inoltre ha interpretato Charlie Bradbury nella serie televisiva Supernatural.

## Premi e riconoscimenti
Nel settembre 2008 è stata nella top 10 degli autori web di TV Week. Ha vinto la prima edizione degli Streamy Awards, tenutasi a Los Angeles il 28 marzo 2009, come miglior attrice femminile in una commedia (per il suo ruolo da protagonista in The Guild), e ha conseguito lo stesso premio anche nell'edizione dell'anno successivo. Nel 2012 ha vinto la prima edizione degli IAWTV Awards per la migliore attrice e la miglior sceneggiatura di genere commedia (entrambi per la serie The Guild), e l'anno successivo ha ottenuto quello per la migliore sceneggiatura non-fiction (per The Flog).

## Filmografia

### Cinema
- Strings, regia di Jill Tanner (2001)
- They Shoot Divas, Don't They?, regia di Jonathan Craven (2002)
- House Blend, regia di John Whitesell (2002)
- Delusional, regia di Serge Rodnunsky (2003)
- Back Slide, regia di Rick Ross (2003)
- The Mortician's Hobby, regia di Colleen Reilly (2004)
- Ragazze nel pallone - La rivincita (Bring It On Again), regia di Damon Santostefano (2004)
- June, regia di Christopher Hutson (2004)
- Final Sale, regia di Julie Hermelin (2004)
- La libreria del mistero: Premonizioni (Mystery Woman: Vision of a Murder), regia di Kellie Martin (2004)
- Franklin D. Roosevelt. Un uomo, un presidente (Warm Springs), regia di Joseph Sargent (2005)
- Short Story Time, regia di Warren Lam (2005)
- God's Waiting List, regia di Duane Adler (2006)
- Splitting Hairs, regia di Michael Boretz (2007)
- La febbre della prateria (Prairie Fever), regia di Stephen Bridgewater (2008)
- Dear Me, regia di Michael Feifer (2008)
- Red: Werewolf Hunter, regia di Sheldon Wilson (2010)
- Just Rocks, regia di Paul V. Seetachitt (2012)
- Lust for Love, regia di Anton King (2014)

### Televisione
- Emeril – serie TV, episodio 1x04 (2001)
- Maybe It's Me – serie TV, episodio 1x17 (2002)
- Buffy l'ammazzavampiri (Buffy the Vampire Slayer) – serie TV, 8 episodi (2003)
- For the People – serie TV, episodio 1x16 (2003)
- Undeclared – serie TV, episodio 1x08 (2003)
- One on One – serie TV, episodio 4x01 (2004)
- Century City – serie TV, episodio 1x08 (2004)
- Squadra Med - Il coraggio delle donne (Strong Medicine) – serie TV, episodio 5x01 (2004)
- Detective Monk (Monk) – serie TV, episodio 4x05 (2005)
- Windfall – serie TV, episodi 1x07-1x10 (2006)
- Love, Inc. – serie TV, episodio 1x14 (2006)
- Dr. House - Medical Division (House, M.D.) – serie TV, episodio 5x02 (2008)
- Roommates – serie TV, episodi 1x09-1x12-1x13 (2009)
- My Boys – serie TV, episodio 3x06 (2009)
- Dollhouse – serie TV, episodi 1x13-2x13 (2009)
- Lie to Me – serie TV, episodio 2x10 (2009)
- Three Rivers – serie TV, episodio 1x10 (2009)
- Generator Rex – serie animata, 3 episodi (2010) – voce
- Eureka – serie TV, 18 episodi (2011)
- Fish Hooks - Vita da pesci (Fish Hooks) – serie animata, 4 episodi (2012) – voce
- Dan Vs. – serie animata, episodio 3x03 (2012) – voce
- The High Fructose Adventures of Annoying Orange – serie animata, 29 episodi (2012) – voce
- Supernatural – serie TV, 11 episodi (2012-2018) – Charlie Bradbury
- The Librarians – serie TV, episodio 3x05 (2016)
- The Magicians – serie TV, 4 episodi (2018-2019)
- The Rookie – serie TV, episodi 1x20-5x16 (2019, 2023)

## Serie web
- The Guild – serie web, autrice (2007-2013)
- The Legend of Neil – serie web, 5 episodi (2008-2010)
- Dr. Horrible's Sing-Along Blog – serie web (2008)
- Retarded Policeman #7.5: Fish – serie web, (2008)
- IRrelevant Astronomy – serie web, un episodio (2009)
- A Comicbook Orange – un episodio (2010)
- The Webventures of Justin & Alden, serie web (2010)
- Dragon Age: Redemption – serie web, autrice e coproduttrice (2011)
- The Big Chew – serie web (2011)
- Tabletop – serie web, 9 episodi (2012-in corso)
- The Flog – vlog (2012-in corso)
- Vaginal Fantasy – hangout (2012-in corso)
- MyMusic – serie web, un episodio (2012)
- Husbands – serie web (2012)
- My Gimpy Life – serie web, 2 episodi (2012)
- YOMYOMF – serie web, un episodio (2012)
- The Game Station Podcast – serie web, un episodio (2012)
- Rewind YouTube Style 2012 – serie web, Single video (2012) – Carly Rae Jepsen
- Felicia's Ark – serie web, (2013)
- Co-Optitude – serie web (2013)
- Spellslingers – serie web, un episodio (2013)
- Outlands – serie web (2013)
- Con Man – serie web, 2 episodi (2015)

## Videogiochi
- Rock of the Dead (2010) – voce
- Fallout: New Vegas (2010) – voce
- Dragon Age II (2011) – voce
- Guild Wars 2 (2011) – voce
- Family Guy: The Quest for Stuff (2014)

## Doppiatrici italiane
Nelle versioni in italiano delle opere in cui ha recitato, Felicia Day è stata doppiata da:
- Perla Liberatori in Supernatural, Franklin D. Roosevelt - Un uomo, un presidente, Into the Dark
- Eliana Lupo in Buffy l'ammazzavampiri
- Laura Latini in Dr. House - Medical Division
- Vanessa Giuliani in The Rookie

Da doppiatrice è sostituita da:
- Eleonora Reti in Gli Acchiappaglitch
- Francesca Manicone in Eureka!
- Giovanna Nicodemo in The Owl House - Aspirante strega